# Саку (Румунія)
Саку (рум. Sacu) — село у повіті Караш-Северін в Румунії. Входить до складу комуни Саку.
Село розташоване на відстані 337 км на північний захід від Бухареста, 34 км на північний схід від Решиці, 72 км на схід від Тімішоари.

## Населення
За даними перепису населення 2002 року у селі проживали 932 особи.
Національний склад населення села:
| Національність | Кількість осіб | Відсоток |
| -------------- | -------------- | -------- |
| румуни         | 913            | 98,0%    |
| німці          | 11             | 1,2%     |
| угорці         | 6              | 0,6%     |

Рідною мовою назвали:
| Мова      | Кількість осіб | Відсоток |
| --------- | -------------- | -------- |
| румунська | 920            | 98,7%    |
| німецька  | 7              | 0,8%     |